# Perdik
Perdik (grško starogrško Περδίκκας, Perdíkkas) je bil general Aleksandra Velikega Makedonskega, * okoli 355 pr. n. št., † 321/320 pr. n. št.
Sodeloval je v Aleksandrovem pohodu proti ahemenidski Perziji. Po Aleksandrovi smrti leta 323  pr. n. št. je postal vrhovni poveljnik makedonske armade in regent Aleksandrovega starejšega polbrata in naslednika Filipa III. Arhideja.
Bil je prvi diadoh, ki se je začel boriti za oblast v Aleksandrovam imperiju. V svojih poskusih priti do oblasti je uspel proti sebi obrniti ključne generale v makedonski vojski – Antipatra, Kraterja in Antigona Monoftalma, ki so se odločili, da se mu bodo uprli. Perdik je na  to zastrašujočo koalicijo in provokacijo odgovoril z napadom na Egipt. Po neuspelem napadu so se mu vojaki uprli in ga ubili.

## Družinsko ozadje
Po Arijanu je bil Perdik sin makedonskega plemiča Oronta, potomca neodvisnih knezov makedonske province Orestide. Datum njegovega rojstva ni znan, zgleda pa, da je bil star približno toliko kot Aleksander. Imel je brata Alketa in sestro Atalanto, poročeno z Atalom, sinom Andromena.

## Poveljnik elitne konjenice
Perdik se je kot poveljnik bataljona makedonske falange (težka pehota) odlikoval  med osvajanjem Teb leta 335 pr. n. št. in bil težko ranjen. Za zasluge je dobil pomembno vlogo y Aleksandrovem pohodu v Indijo. Leta 324 pr. n. št. se je v Suzi poročil s hčerko medijskega satrapa, Perzijca Atropata. Po Hefestionovi nepričakovani smrti je bil imenovan za njegovega naslednika na položaju poveljnika elitne konjenice in hiliarha. 11. junija 323 pr. n. št. je od umirajočega Aleksandra Velikega prejel vladarski prstan.

## Diadoh
Po Aleksandrovi smrti so se njegovi generali sestali, da bi razpravljali o naslednjih korakih. Ker je bila Aleksandrova žena Roksana noseča, je Perdik  predlagal, da se s končno izbiro Aleksandrovega naslednika počaka do Roksaninega poroda. Če bi bil otrok deček, bi bil po Perdikovem predlogu izbran za novega kralja. To bi hkrati pomenilo, da bi Perdik postal regent in do fantove polnoletnosti dejanski vladar Aleksandrovega cesarstva. Večina generalov je kljub pomislekom  sprejela Perdikov predlog.
Poveljnik pehote Meleager se z odločitvijo in Perdikovimi načrti ni strinjal. Zagovarjal je koristi Aleksandrovega polbrata Filipa Arhideja, ki je bil prvi kandidat za Aleksandrovega naslednika. Pehota ga je podprla in bila pripravljena boriti se v Filipovo korist. 

## Regent
Z Babilonsko delitvijo Aleksandrovega imperija je bil med generali dosežen sporazum, po katerem naj bi  Perdik služil kot regent cesarstva in vrhovni poveljnik cesarske vojske. Arhidej in nerojeni otrok Aleksandrove žene Roksane (bodoči Aleksander IV. Makedonski) sta bila priznana za sokralja, medtem ko je bil general Krater  uradno razglašen za varuha kraljeve družine. Oblast je v svojih rokah trdno obdržal Perdik, ker je imel v Babilonu nadzor nad obema kraljema. Kmalu zatem je postal nestrpen do svojih tekmecev in poskušal vso oblast obdržati zase. Aleksandrovo drugo ženo Stateiro je ukazal umoriti, Meleagerja pa je aretiral in nato umoril.
Perdikov položaj regenta in njegov nadzor nad kraljevo družino so po teh dogodkih takoj začeli izpodbijati. Perdik je za satrapa Helespontske Frigije na zahodni obali Male Azije imenoval Leonata, enega od Aleksandrovih telesnih stražarjev. Leonat je, namesto da bi prevzel položaj satrapa, odšel v Makedonijo, ker mu je Aleksandrova sestra Kleopatra, vdova epirskega kralja Aleksandra I., ponudila poroko.  Ko je Perdik za to izvedel, je spomladi 322 pr. n. št. s cesarsko vojsko krenil na pohod proti Mali Aziji, da bi ponovno vzpostavil  svojo oblast. Leonatu je ukazal, naj pride predenj, da bi mu sodil  zaradi neposlušnosti, vendar je Leonat umrl med lamijsko vojno, še preden je prejel Perdikov ukaz.
Približno ob istem času je Aleksandrova polsestra Kinana uredila poroko svoje hčerke Evridike s sokraljem Filipom III. Perdik je v strahu pred Kinaninim  vplivom ukazal svojemu bratu Alketu, naj Evridiko umori. Njegov ukaz je povzročil nezadovoljstvo v vojski, zato ga je Perdik preklical in celo odobril Evridkino poroko s Filipom III. Oblast in nadzor nad kraljevo družino sta kljub temu ostala trdno v njegovih rokah.
Kot regent in vrhovni poveljnik se je Perdik zavedal, kako  pomembno je utrditi Aleksandrovo dediščino. Ključni korak za dosego tega cilja je bila osvojitev Kapadokije, ki je bila še vedno pod perzijsko oblastjo. Satrap Pamfilije in Likije Antigon I. Monoftalm leta 322 pr. n. št. ni podprl Perdikovega uspešnega napada na Kapadokijo. Na Perdikov ukaz, naj se pride zagovarjat za neposlušnost, je Antigon pobegnil na Antipatrov dvor v Makedonijo.
Da bi utrdil svojo oblast, je Perdik pristal na poroko z Nikejo, hčerko makedonskega satrapa Antipatra, ko mu je Aleksandrova mati Olimpija ponudila roko Aleksandrove sestre Kleopatre, pa je zaroko z Nikejo razdrl. Ker je bil Filip III. duševno zaostal, Aleksander IV. pa mladoleten, bi Perdik s poroko s Kleopatro postal pravi Aleksandrov naslednik in ne samo regent. 

## Državljanska vojna in pohod na Egipt
Zaradi teh dogodkov in dejanj je Antipater Perdika zasovražil, Antigon se ga je bal, general Krater pa je bil nesrečen, ker ga je Perdik ignoriral kljub temu, da je imel v vojski pomemben položaj, ko je bil Aleksander še živ.  Antipater, Krater in Antigon so se dogovorili, da se bodo Perdiku uprli. 
Konec leta 321 pr. n. št. je Perdik nameraval poslati Aleksandrovo truplo v Ege v Makedoniji, tradicionalno mesto pokopa makedonske kraljeve družine. Za spremljevalca je bil izbran Filip Arhidej. Egiptovski satrap Ptolemaj je podkupil spremstvo in v Siriji zasegel Aleksandrovo truplo in ga prenesel nazaj v Memfis. Perdik je njegovo dejanje ocenil za nesprejemljivo provokacijo in se odločil napasti Egipt.
Ko je njegova vojska prišla pri Peleziju do najbolj vhodnega kraka Nilove delte, je Perdik ugotovil, da je na  nasprotni obali vojaška posadka. Z vojsko se je odpravil ob reki navzgor in iskal primerno mesto za prečenje reke. Kmalu je odkril prehod, ki je vodil do Tanisa in Avarisa, vendar je tudi tega branila egipčanska vojska. Perdik je sklenil napasti z bojnimi sloni in argiraspidi, vendar je na bojišče prišla večja Ptolemajeva vojska in mu onemogočila lahko  zmago. Perdik je kljub temu napadel in bil zaradi sovražnikove premoči prisiljen na umik. Z vojsko je iskal nov prehod in ga našel blizu Memfisa. Zaradi globoke vode je se veliko njegovih vojakov  utopilo. 

## Smrt
Zaradi  katastrofalnega vojnega pohoda so se začeli v njegovi vojski širiti nemiri, ki so dosegli vrh v zaroti njegovih častnikov Peitona, Antigena in Selevka. Peridika so leta 321 ali 320 pr. n. št. umorili.  Častniki in preostala vojska so prestopili na Ptelemajevo stran.